# Виборчий округ 162
Виборчий округ 162 — виборчий округ в Сумській області. В сучасному вигляді був утворений 28 квітня 2012 постановою ЦВК №82 (до цього моменту існувала інша система виборчих округів). Окружна виборча комісія цього округу розташовується в будівлі Охтирського управління Державної казначейської служби України за адресою м. Охтирка, вул. Київська, 4.
До складу округу входять Охтирський і частково Сумський. Виборчий округ 162 межує з округом 180 на південному сході, з округом 145 на півдні, з округом 147 на південному заході, з округом 151 на заході, з округом 161 на північному заході, з округом 158 на півночі і на північному сході та обмежений державним кордоном з Росією на сході. Виборчий округ №162 складається з виборчих дільниць під номерами 590096-590113, 590115-590134, 590300-590306, 590308-590312, 590314-590328, 590398-590431, 590639-590674, 590791-590811 та 590813-590826.

## Народні депутати від округу
| Ім'я                          | Фото | Партія       | Скликання | Дата набуття повноважень | Дата припинення повноважень |
| ----------------------------- | ---- | ------------ | --------- | ------------------------ | --------------------------- |
| Купрейчик Ірина Валеріївна    |      | Батьківщина  | 7-ме      | 12 грудня 2012           | 27 листопада 2014           |
| Бухарєв Владислав Вікторович  |      | Батьківщина  | 8-ме      | 27 листопада 2014        | 29 серпня 2019              |
| Задорожній Микола Миколайович |      | Слуга народу | 9-те      | 29 серпня 2019           |                             |

## Результати виборів

### Парламентські

#### 2019
Кандидати-мажоритарники:
- Задорожній Микола Миколайович (Слуга народу)
- Лозовий Іван Іванович (самовисування)
- Бова Юрій Анатолійович (Сила людей)
- Смілик Микола Васильович (Батьківщина)
- Зінченко Андрій Леонідович (Опозиційна платформа — За життя)
- Сугак Віктор Васильович (Аграрна партія України)
- Кужель Олександр Володимирович (Радикальна партія)
- Чалий Валерій Григорович (Європейська Солідарність)
- Гавриленко Сергій Анатолійович (самовисування)
- Шарай Ігор Станіславович (Самопоміч)
- Рибалко Андрій Петрович (самовисування)
- Домашенко Сергій Олександрович (самовисування)

#### 2014
Кандидати-мажоритарники:
- Бухарєв Владислав Вікторович (Батьківщина)
- Поляковський Віталій Михайлович (самовисування)
- Купрейчик Ірина Валеріївна (Народний фронт)
- Сугак Віктор Васильович (Заступ)
- Меєрович Юрій Михайлович (самовисування)
- Франчук Олег Геннадійович (самовисування)
- Семеніхін Артем Юрійович (Свобода)
- Верьовченко Валерій Васильович (Радикальна партія)
- Панков Віктор Анатолійович (самовисування)
- Ковальчук Павло Павлович (Комуністична партія України)
- Макаренко Костянтин Володимирович (самовисування)
- Демченко Ірина Іванівна (самовисування)
- Басов Анатолій Єгорович (Ліберальна партія України)
- Дяченко Петро Миколайович (Сильна Україна)
- Набока Юрій Маратович (самовисування)
- Світлична Жанна Віталіївна (Зелена планета)
- Оленич Петро Сергійович (самовисування)
- Станков Олександр Васильович (самовисування)

#### 2012
Кандидати-мажоритарники:
- Купрейчик Ірина Валеріївна (Батьківщина)
- Дашутін Григорій Петрович (Партія регіонів)
- Бова Юрій Анатолійович (Україна — Вперед!)
- Даниленко Володимир Андрійович (Комуністична партія України)
- Волощук Віталій Володимирович (Українська народна партія)
- Федірко Петро Трохимович (Соціалістична партія України)
- Лепков Олексій Анатолійович (самовисування)

## Явка
Явка виборців на окрузі: